# Вујевић
Вујевић је српско и јужнословенско презиме. Познате особе са овим презименом су:
- Бранимир Вујевић (рођен 1974), хрватски веслач
- Горан Вујевић (рођен 1973), српски одбојкаш црногорског порекла
- Павле Вујевић (1881–1966), српски географ